# Haho od Mauija
Haho (o. 1098. – ?) bio je havajski princ i kralj Mauija. Poznat je i kao Hoaho te je spomenut u drevnim pojanjima.
Bio je sin i nasljednik kralja Paumakue i njegove žene, kraljice Manokalililani, koja je bila polusestra svog muža, kćerka plemkinje Hoʻohokukalani II.
Oženio se plemkinjom zvanom Kauilaʻanapa (ili Kauilaianapu), koja mu je rodila Palenu od Mauija; svom drugom mužu Limaloa-Lialeji je rodila kćerku Hikawai, koja se za Palenu udala.
Haho i njegov sin su spomenuti u pojanju znanom kao Kumulipo; pojanje opisuje i stvaranje svijeta prema mitovima.
Haho je osnovao vijeće plemića – Aha-Aliʻi.